# Jules Moerman
Julianus (Jules) Pierre Moerman (Ieper, 13 maart 1841 – Sint-Amandsberg, 2 februari 1901) was een Belgisch componist, muziekpedagoog, organist en pianist. Hij was het oudste (onwettige) kind van Pieter Moerman en zijn latere vrouw Melanie Virginie Maertens. 

## Levensloop
Net als zijn broers Gustaf Moerman (1842-1905), Prosper Alphonse Moerman (1848-1902) en Hendrik Moerman kreeg hij zijn eerste muziekles van zijn vader. Later studeerde hij aan het Koninklijk Conservatorium in Brussel. Hij was een vakbekwaam pianist en een uitstekend organist aan de Sint-Maartenskerk in Ieper. Hij verzorgde ook concerten in de Ieperse stadstoneelzaal, bijvoorbeeld in 1865 samen met Deligne (zang) en Pelgrim (viool). Eveneens in 1865 werd hij organist aan de Sint-Salvatorkerk in Gent.  In deze stad was hij ook pianoleraar.
Als componist schreef hij werken voor verschillende genres. 

## Composities

### Werken voor harmonie- of fanfareorkest
- Bouquet de mélodies

### Vocale muziek

#### Liederen
- L'hiver, voor bariton en cello - tekst: O. Waedémon
- La reine des fleurs, voor bariton en piano

### Werken voor piano
- Souvenir de Gand
- Couronne de fleurs, mazurka
- Mazurka de concert